# Congrégation des rites
La Congrégation des rites, ou Sacrée Congrégation des rites (en latin Congregatio pro Sacri Ritibus et Cæremoniis), était une institution de la curie romaine créée par le pape Sixte Quint avec la constitution apostolique Immensa æterni Dei (11 février 1588). Son secrétaire, second personnage de la congrégation après le préfet, servait de sacristain au pape. Elle a été dissoute par Paul VI le 8 mai 1969.

## Histoire
À l'origine ses compétences étaient beaucoup plus vastes puisqu'elles allaient du culte divin (liturgie, administration des sacrements), au culte des saints (procès de canonisation) et aux questions de cérémonial (préséance entre ecclésiastiques et dignitaires laïques) : elle commença vite à perdre un grand nombre de ses attributions en faveur d'autres offices et congrégations (d'abord ses attributions relatives au cérémonial, ensuite celles qui concernaient la liturgie des Églises catholiques orientales, et celles qui regardaient la discipline des sacrements), ne conservant que celles qui touchaient à la liturgie de l'Église latine et au culte des saints.
Avec la constitution Sacra Rituum Congregatio, Paul VI a divisé la Congrégation des rites en Congrégation pour les causes des saints (qui en continue la tradition) et en Congrégation pour le culte divin (fondue en 1975 avec celle pour la discipline des sacrements).

## Préfets
- Alderano Cibo (1683-1700) ;
- Fabrizio Paolucci (1724-1726) ;
- Giuseppe Maria Feroni (?-1767 ?) ;
- Flavio Chigi (1759?-1771) ;
- Flavio Marefoschi (1771-1780) ;
- Giovanni Archinto (1781-1799) ;
- Giulio Maria della Somaglia (1800-1830) ;
- Carlo Maria Pedicini (1830-1843) ;
- Ludovico Micara, OFM (1843-1847) ;
- Luigi Lambruschini, (1847-1854) (ordre des Barnabites) ;
- Costantino Patrizi Naro (1854-1876) ;
- Luigi Bilio (1876-1877), (ordre des Barnabites) ;
- Tommaso Maria Martinelli, OSA (1877-1878) ;
- Domenico Bartolini (1878-1886) ;
- Angelo Bianchi (1887-1889) ;
- Carlo Laurenzi (1889-1889) ;
- Gaetano Aloisi Masella (1889-1897) ;
- Camillo Mazzella, SJ (1897-1900) ;
- Domenico Ferrata (1900-1902) ;
- Serafino Cretoni (1903-1909) ;
- Sebastiano Martinelli, OSA (1909-1918) ;
- Antonio Vico (1918-1929) ;
- Camillo Laurenti (1929-1938) ;
- Carlo Salotti (1938-1947) ;
- Clemente Micara (1947-1953) ;
- Gaetano Cicognani (1953-1954) ;
- Arcadio María Larraona Saralegui, CMF (1962-1968) ;
- Benno Gut, OSB (1968-1969).